# Dušan Baljak
Dušan Baljak, cyrilicí Душан Баљак (15. ledna 1856 Zadar – 24. dubna 1935 Zadar), byl rakouský právník, publicista a politik srbské národnosti z Dalmácie, na počátku 20. století poslanec Říšské rady.

## Biografie
Působil jako advokát v Zadaru.
Pocházel z rodiny obchodníka. Vystudoval základní a střední školu v Zadaru. Studoval potom práva na Vídeňské univerzitě a Univerzitě ve Štýrském Hradci. Získal doktorát. Byl aktivní veřejně a politicky. Zasedal coby poslanec Dalmatského zemského sněmu, kde v letech 1892–1895 zastupoval kurii obchodních a živnostenských komor a v letech 1895–1900 a 1908–1918 kurii venkovských obcí. Patřil k radikálnímu křídlu Srbské národní strany v Dalmácii.
Byl i poslancem Říšské rady (celostátního parlamentu Předlitavska), kam usedl ve volbách do Říšské rady roku 1897 za kurii venkovských obcí v Dalmácii, obvod Šibenik, Berlicca, Knin atd. Do parlamentu se po několikaleté přestávce vrátil ve volbách do Říšské rady roku 1907, konaných poprvé podle všeobecného a rovného volebního práva. Uspěl v obvodu Dalmácie 02. Mandát zde obhájil ve volbách do Říšské rady roku 1911. Ve volebním období 1897–1901 se uvádí jako Dr. Dušan Baljak, advokát, bytem Zadar.
Ve volbách roku 1897 je uváděn jako srbský kandidát. Po volbách v roce 1907 byl členem poslaneckého klubu Svaz Jihoslovanů, po volbách v roce 1911 usedl do poslaneckého uskupení Dalmatský klub.
Výrazně se angažoval taky jako publicista. Po smrti Savy Bjelanoviće v roce 1897 převzal vedení listu Srpski glas, který byl hlavním tiskovým orgánem etnických Srbů v Dalmácii. Publikoval i v dalších periodikách jako Srbobran nebo Zastava. V této době se Baljak stal předákem Srbské národní strany. Po roce 1900 došlo v dalmatském politickém táboře k rozkolu. Po několika letech se Baljak, který mezitím opustil svou radikálně národoveckou srbskou linii, podílel roku 1905 na přijetí tzv. Zadarské rezoluce, která byla programovou platformou umírněné srbsko-chorvstské spolupráce.